# Саамы на Аляске

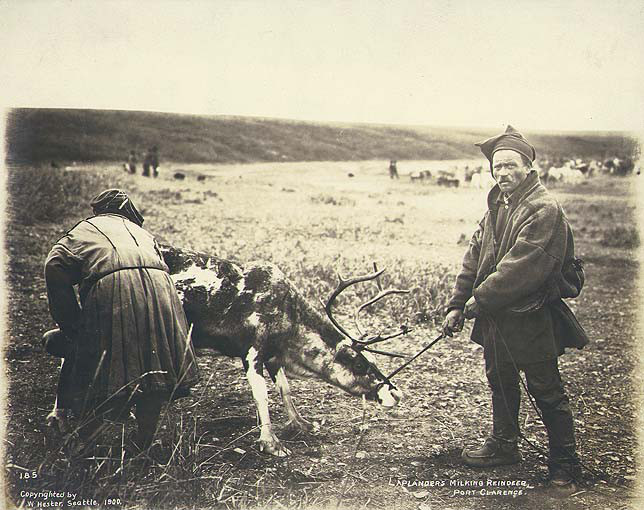
Саамы доят олень на Аляске в 1900ом году

Саамы появились на Аляске в результате попытки правительства США привить инуитам оленеводство. В 1894—1898 году они прибыли на Аляску. Идея властей состояла в том, чтобы, беря с саамов пример, коренные жители полуострова перешли с хозяйства, основанного на добыче морских млекопитающих, на оленеводческое. Самих оленей также завозили на Аляску из Лапландии. В 1937 году правительство, однако, приняло новый закон, известный как Reindeer Act, согласно которому некоренные американцы потеряли право заниматься оленеводством. Часть саамов, продолжавших прибывать в США ещё в 1930-е годы, а теперь вынужденная продать своих оленей, в результате уехала с Аляски.
Сегодня в Северной Америке (Канаде и США) проживает значительное количество саамов и их потомков, происходящих от эмигрантов из стран Скандинавии.